# Liste der Baudenkmale in Einbeck
In der Liste der Baudenkmale in Einbeck sind alle Baudenkmale der niedersächsischen Stadt Einbeck (Landkreis Northeim) aufgelistet. Die Baudenkmale in den Ortsteilen sind in der Liste der Baudenkmale in Einbeck (Ortsteile) aufgeführt. Diese Liste orientiert sich an der 2017 erschienenen Denkmaltopographie.
Der Altstadtkern erstreckt sich auf einer Fläche von 36,4 ha innerhalb des Mauerrings. Von den 650 Gebäuden innerhalb des Mauerrings sind 573 Fachwerkbauten, darunter 346 Sichtfachwerkbauten. Auf die Bauzeit der Gotik und Frührenaissance entfallen 93, auf Renaissance und Barock 138 und auf Klassizismus und Eklektizismus 115 Sichtfachwerkbauten.

## Allgemein
In den Spalten befinden sich folgende Informationen:
- Lage: die Adresse des Baudenkmales und die geographischen Koordinaten. Kartenansicht, um Koordinaten zu setzen. In der Kartenansicht sind Baudenkmale ohne Koordinaten mit einem roten Marker dargestellt und können in der Karte gesetzt werden. Baudenkmale ohne Bild sind mit einem blauen Marker gekennzeichnet, Baudenkmale mit Bild mit einem grünen Marker.
- Bezeichnung: Bezeichnung des Baudenkmales
- Beschreibung: die Beschreibung des Baudenkmales. Unter § 3 Abs. 2 NDSchG werden Einzeldenkmale und unter § 3 Abs. 3 NDSchG Gruppen baulicher Anlagen und deren Bestandteile ausgewiesen.
- ID: die Objekt-ID des Baudenkmales
- Bild: ein Bild des Baudenkmales, ggf. zusätzlich mit einem Link zu weiteren Fotos des Baudenkmals im Medienarchiv Wikimedia Commons. Wenn man auf das Kamerasymbol klickt, können Fotos zu Baudenkmalen aus dieser Liste hochgeladen werden:

## Stadtbefestigung
Folgenden Bestandteile der Stadtbefestigung Einbeck sind, beginnend im Norden im Uhrzeigersinn, heute noch erhalten.

| Lage                                                                                | Bezeichnung                                   | Beschreibung | ID       | Bild           |
| ----------------------------------------------------------------------------------- | --------------------------------------------- | --- | -------- | -------------- |
| Stiftsplatz 5, 6, 7 51° 49′ 18″ N, 9° 52′ 2″ O                                      | Mauerturm und Stadtmauerreste                 | Ein 7 m hoher, 8 m langer verbauter Stadtmauerabschnitt von 1300 befindet sich als nördliche Rückwand von Stiftsplatz 5; der viergeschossige, ca. 11 m hohe, 1421 urkundlich erwähnte Mauerturm in Halbschalenbauweise war früher mindestens 14,6 m hoch; an der nördlichen Seite von Stiftsplatz 6 sind 6 m Stadtmauer im Haus und 3 m im Wirtschaftsteil auf Gebäudehöhe erhalten |          | Weitere Bilder |
| Stiftsplatz 51° 49′ 17″ N, 9° 52′ 6″ O                                              | Sogenannter Knochenturm                       | Mauerturm, lediglich rechteckiges Untergeschoss erhalten, 14. Jahrhundert |          | Weitere Bilder |
| 51° 49′ 12″ N, 9° 52′ 14″ O                                                         | Zwischen Hoher Münster Straße und Langer Wall | Grünanlage mit Resten der nordöstlichen Wallgrabenanlage |          | BW             |
| Bürgermeisterwall 51° 49′ 8″ N, 9° 52′ 18″ O                                        | Bürgermeisterwall                             | Vom Wall-Graben-Bereich zwischen Ostertor und Altendorfertor ist nur ein schmaler Grünstreifen mit Villenbebauung erhalten |          | Weitere Bilder |
| Sonnenhaken 51° 48′ 56″ N, 9° 52′ 10″ O                                             | Mauerturm                                     | Sogenannter Pulverturm: Rundturm mit südlich und nördlichen anschließenden kurzen Stadtmauerresten | 37884590 | Weitere Bilder |
| Hägermauer, zwischen Benser Straße und Hullerser Straße 51° 48′ 54″ N, 9° 51′ 55″ O | Hägermauer                                    | 220 m langer Stadtmauerabschnitt als Böschungs- und Brüstungsmauer |          | Weitere Bilder |
| 51° 48′ 56″ N, 9° 51′ 44″ O                                                         | Sogenannter Storchenturm                      | 22,5 m hoher sechsgeschossiger Halbschalenturm an der Südwestecke der Stadtmauer, 2. Hälfte 13. Jahrhundert |          | Weitere Bilder |
| 51° 49′ 4″ N, 9° 51′ 45″ O                                                          | Hullerser Mauer                               | |          | Weitere Bilder |
| südlich vor Hullerser Mauer 1 51° 49′ 3″ N, 9° 51′ 45″ O                            | Mauerturm                                     | |          | Weitere Bilder |
| südlich vor Hullerser Mauer 9 51° 49′ 6″ N, 9° 51′ 47″ O                            | Mauerturm                                     | |          | Weitere Bilder |
| nördlich Hullerser Mauer 17 51° 49′ 7″ N, 9° 51′ 49″ O                              | Mauerturm                                     | |          | Weitere Bilder |
| 51° 48′ 51″ N, 9° 51′ 54″ O                                                         | Diekturm                                      | Ehemaliges Kanonenbollwerk in Form eines Batterieturms |          |                |
| 51° 48′ 54″ N, 9° 51′ 45″ O                                                         | Sogenanntes Rondell                           | Ehemalige Geschützstellung |          |                |
| Krähengraben 51° 48′ 55″ N, 9° 51′ 43″ O                                            | Wall- und Grabenanlage                        | 3(3) Grünanlage, Gewässer |          |                |
| 51° 49′ 10″ N, 9° 51′ 46″ O                                                         | Kanonenbollwerk                               | Erhaltener Unterbau eines ehemaligen Kanonenbollwerks |          |                |

## Baudenkmale nach Straßen innerhalb der Stadtmauern

### Altendorfer Straße
| Lage                                                                         | Bezeichnung              | Beschreibung                                                                                     | ID | Bild           |
| ---------------------------------------------------------------------------- | ------------------------ | ------------------------------------------------------------------------------------------------ | -- | -------------- |
| Altendorfer Straße 1 51° 49′ 0″ N, 9° 51′ 59″ O                              | Wohnhaus                 |                                                                                                  |    | Weitere Bilder |
| Altendorfer Straße 2 51° 48′ 59″ N, 9° 51′ 59″ O                             | Wohnhaus                 |                                                                                                  |    | Weitere Bilder |
| Altendorfer Straße 3 51° 49′ 0″ N, 9° 52′ 0″ O                               | Wohnhaus                 |                                                                                                  |    |                |
| Altendorfer Straße 4 51° 48′ 59″ N, 9° 51′ 59″ O                             | Wohnhaus                 |                                                                                                  |    | Weitere Bilder |
| Altendorfer Straße 6 51° 48′ 59″ N, 9° 52′ 0″ O                              | Wohnhaus                 |                                                                                                  |    |                |
| Altendorfer Straße 8 51° 48′ 59″ N, 9° 52′ 0″ O                              | Wohnhaus                 |                                                                                                  |    |                |
| Altendorfer Straße 10 51° 48′ 59″ N, 9° 52′ 0″ O                             | Wohnhaus                 |                                                                                                  |    |                |
| Altendorfer Straße 14 51° 48′ 59″ N, 9° 52′ 2″ O                             | Wohnhaus                 |                                                                                                  |    | Weitere Bilder |
| Altendorfer Straße 15 51° 48′ 59″ N, 9° 52′ 4″ O                             | Wohnhaus                 |                                                                                                  |    |                |
| Altendorfer Straße 19 51° 48′ 59″ N, 9° 52′ 6″ O                             | Wohnhaus                 |                                                                                                  |    | Weitere Bilder |
| Altendorfer Straße 20 51° 48′ 59″ N, 9° 52′ 3″ O                             | Wohnhaus                 |                                                                                                  |    |                |
| Altendorfer Straße 21 51° 48′ 59″ N, 9° 52′ 6″ O                             | Wohnhaus                 |                                                                                                  |    |                |
| Altendorfer Straße 22 51° 48′ 59″ N, 9° 52′ 4″ O                             | Wohnhaus                 |                                                                                                  |    |                |
| Altendorfer Straße 23 51° 48′ 59″ N, 9° 52′ 6″ O                             | Wohnhaus                 |                                                                                                  |    |                |
| Altendorfer Straße 25 51° 48′ 59″ N, 9° 52′ 7″ O                             | Wohnhaus                 |                                                                                                  |    |                |
| Altendorfer Straße 26 51° 48′ 59″ N, 9° 52′ 5″ O                             | Wohnhaus                 | Denkmal bis 2016, dann abgerissen wegen Schäden nach dem Brand in 2012 der Altendorfer Straße 24 |    | BW             |
| Altendorfer Straße 27 51° 48′ 59″ N, 9° 52′ 7″ O                             | Wohnhaus                 |                                                                                                  |    |                |
| Altendorfer Straße 28 51° 48′ 59″ N, 9° 52′ 5″ O                             | Wohnhaus                 |                                                                                                  |    | BW             |
| Altendorfer Straße 30 51° 48′ 58″ N, 9° 52′ 5″ O                             | Wohnhaus                 |                                                                                                  |    |                |
| Altendorfer Straße 30, Rückgebäude Backofenstraße 51° 48′ 58″ N, 9° 52′ 5″ O | Kornbrennerei            |                                                                                                  |    |                |
| Altendorfer Straße 29 51° 48′ 59″ N, 9° 52′ 8″ O                             | Wohnhaus                 |                                                                                                  |    |                |
| Altendorfer Straße 31 51° 48′ 59″ N, 9° 52′ 8″ O                             | Wohnhaus                 |                                                                                                  |    |                |
| Altendorfer Straße 32 51° 48′ 58″ N, 9° 52′ 6″ O                             | Wohnhaus                 |                                                                                                  |    |                |
| Altendorfer Straße 33 51° 48′ 59″ N, 9° 52′ 8″ O                             | Wohnhaus                 |                                                                                                  |    |                |
| Altendorfer Straße 34 51° 48′ 58″ N, 9° 52′ 6″ O                             | Wohnhaus                 |                                                                                                  |    |                |
| Altendorfer Straße 35 51° 48′ 59″ N, 9° 52′ 9″ O                             | Wohnhaus                 |                                                                                                  |    |                |
| Altendorfer Straße 38 51° 48′ 58″ N, 9° 52′ 7″ O                             | Wohnhaus                 |                                                                                                  |    |                |
| Altendorfer Straße 39 51° 48′ 59″ N, 9° 52′ 10″ O                            | Wohnhaus                 |                                                                                                  |    |                |
| Altendorfer Straße 40 51° 48′ 58″ N, 9° 52′ 8″ O                             | Wohnhaus                 |                                                                                                  |    |                |
| Altendorfer Straße 42 51° 48′ 58″ N, 9° 52′ 8″ O                             | Wohnhaus                 |                                                                                                  |    |                |
| Altendorfer Straße 44 51° 48′ 58″ N, 9° 52′ 9″ O                             | Wohnhaus                 |                                                                                                  |    |                |
| Altendorfer Straße 46 51° 48′ 58″ N, 9° 52′ 9″ O                             | Wohnhaus                 |                                                                                                  |    |                |
| Altendorfer Straße 52 51° 48′ 54″ N, 9° 52′ 13″ O                            | Niedere Mühle            |                                                                                                  |    | Weitere Bilder |
| Altendorfer Straße 54 51° 48′ 57″ N, 9° 52′ 12″ O                            | Wohnhaus mit Einfriedung |                                                                                                  |    | Weitere Bilder |

### Auf dem Steinwege
| Lage                                            | Bezeichnung | Beschreibung                                     | ID | Bild |
| ----------------------------------------------- | ----------- | ------------------------------------------------ | -- | ---- |
| Auf dem Steinwege 10 51° 49′ 12″ N, 9° 52′ 1″ O | Wohnhaus    |                                                  |    |      |
| Auf dem Steinwege 11 51° 49′ 13″ N, 9° 52′ 0″ O | Wohnhaus    | Ehemals Patrizierhaus, jetzt Stadtmuseum Einbeck |    |      |
| Auf dem Steinwege 12 51° 49′ 13″ N, 9° 52′ 1″ O | Wohnhaus    |                                                  |    |      |
| Auf dem Steinwege 13 51° 49′ 14″ N, 9° 52′ 0″ O | Wohnhaus    |                                                  |    |      |
| Auf dem Steinwege 14 51° 49′ 13″ N, 9° 52′ 1″ O | Wohnhaus    |                                                  |    |      |
| Auf dem Steinwege 17 51° 49′ 15″ N, 9° 52′ 0″ O | Wohnhaus    |                                                  |    |      |
| Auf dem Steinwege 21 51° 49′ 16″ N, 9° 52′ 1″ O | Wohnhaus    |                                                  |    |      |
| Auf dem Steinwege 29 51° 49′ 17″ N, 9° 52′ 1″ O | Wohnhaus    |                                                  |    |      |

### Backofenstraße
| Lage                                         | Bezeichnung | Beschreibung | ID | Bild           |
| -------------------------------------------- | ----------- | ------------ | -- | -------------- |
| Backofenstraße 1 51° 48′ 58″ N, 9° 52′ 1″ O  | Wohnhaus    |              |    |                |
| Backofenstraße 2 51° 48′ 58″ N, 9° 51′ 58″ O | Wohnhaus    |              |    |                |
| Backofenstraße 3 51° 48′ 58″ N, 9° 52′ 0″ O  | Wohnhaus    |              |    |                |
| Backofenstraße 4 51° 48′ 58″ N, 9° 51′ 59″ O | Wohnhaus    |              |    |                |
| Backofenstraße 5 51° 48′ 58″ N, 9° 52′ 2″ O  | Wohnhaus    |              |    |                |
| Backofenstraße 6 51° 48′ 58″ N, 9° 52′ 0″ O  | Wohnhaus    |              |    | Weitere Bilder |
| Backofenstraße 8 51° 48′ 58″ N, 9° 52′ 0″ O  | Wohnhaus    |              |    |                |
| Backofenstraße 9 51° 48′ 57″ N, 9° 52′ 6″ O  | Wohnhaus    |              |    |                |
| Backofenstraße 10 51° 48′ 58″ N, 9° 52′ 1″ O | Wohnhaus    |              |    | BW             |
| Backofenstraße 14 51° 48′ 58″ N, 9° 52′ 2″ O | Wohnhaus    |              |    |                |
| Backofenstraße 16 51° 48′ 57″ N, 9° 52′ 2″ O | Wohnhaus    |              |    |                |
| Backofenstraße 18 51° 48′ 57″ N, 9° 52′ 3″ O | Wohnhaus    |              |    |                |
| Backofenstraße 20 51° 48′ 57″ N, 9° 52′ 3″ O | Wohnhaus    |              |    |                |
| Backofenstraße 22 51° 48′ 57″ N, 9° 52′ 3″ O | Wohnhaus    |              |    |                |
| Backofenstraße 24 51° 48′ 57″ N, 9° 52′ 4″ O | Wohnhaus    |              |    |                |
| Backofenstraße 28 51° 48′ 57″ N, 9° 52′ 5″ O | Wohnhaus    |              |    |                |
| Backofenstraße 30 51° 48′ 57″ N, 9° 52′ 5″ O | Wohnhaus    |              |    |                |
| Backofenstraße 32 51° 48′ 57″ N, 9° 52′ 5″ O | Wohnhaus    |              |    |                |
| Backofenstraße 34 51° 48′ 57″ N, 9° 52′ 6″ O | Wohnhaus    |              |    |                |
| Backofenstraße 36 51° 48′ 57″ N, 9° 52′ 7″ O | Wohnhaus    |              |    |                |
| Backofenstraße 38 51° 48′ 57″ N, 9° 52′ 7″ O | Wohnhaus    |              |    |                |
| Backofenstraße 40 51° 48′ 57″ N, 9° 52′ 8″ O | Wohnhaus    |              |    |                |
| Backofenstraße 42 51° 48′ 57″ N, 9° 52′ 8″ O | Wohnhaus    |              |    |                |
| Backofenstraße 46 51° 48′ 57″ N, 9° 52′ 9″ O | Wohnhaus    |              |    |                |

### Baustraße
| Lage                                     | Bezeichnung              | Beschreibung              | ID       | Bild           |
| ---------------------------------------- | ------------------------ | ------------------------- | -------- | -------------- |
| Baustraße 1 51° 48′ 55″ N, 9° 51′ 59″ O  | Wohnhaus                 | ehem. Herberge zur Heimat | 37886759 |                |
| Baustraße 1 51° 48′ 56″ N, 9° 51′ 59″ O  | Gewölbekeller            | ehem. Herberge zur Heimat | 37922550 |                |
| Baustraße 4 51° 48′ 55″ N, 9° 51′ 59″ O  | Wohnhaus                 |                           | 37886889 |                |
| Baustraße 6 51° 48′ 55″ N, 9° 52′ 0″ O   | Wohnhaus                 |                           |          |                |
| Baustraße 8 51° 48′ 55″ N, 9° 52′ 0″ O   | Wohnhaus                 |                           |          |                |
| Baustraße 10 51° 48′ 55″ N, 9° 52′ 0″ O  | Wohnhaus                 |                           |          |                |
| Baustraße 14 51° 48′ 55″ N, 9° 52′ 1″ O  | Wohnhaus                 |                           |          |                |
| Baustraße 15 51° 48′ 55″ N, 9° 52′ 3″ O  | Wohnhaus                 |                           |          |                |
| Baustraße 15a 51° 48′ 56″ N, 9° 52′ 3″ O | Synagoge                 | Alte Synagoge Einbeck     | 37877206 | Weitere Bilder |
| Baustraße 16 51° 48′ 55″ N, 9° 52′ 2″ O  | Wohnhaus                 |                           |          |                |
| Baustraße 17 51° 48′ 56″ N, 9° 52′ 3″ O  | Gemeindehaus             |                           |          | Weitere Bilder |
| Baustraße 18 51° 48′ 55″ N, 9° 52′ 2″ O  | Wohnhaus                 |                           |          |                |
| Baustraße 19 51° 48′ 55″ N, 9° 52′ 4″ O  | Wohnhaus                 |                           |          |                |
| Baustraße 20 51° 48′ 55″ N, 9° 52′ 2″ O  | Wohnhaus                 |                           |          |                |
| Baustraße 21 51° 48′ 55″ N, 9° 52′ 5″ O  | Wohnhaus                 |                           |          |                |
| Baustraße 22 51° 48′ 55″ N, 9° 52′ 3″ O  | Wohnhaus                 |                           |          |                |
| Baustraße 23 51° 48′ 55″ N, 9° 52′ 6″ O  | Wohnhaus                 | [ 2 ]                     |          |                |
| Baustraße 24 51° 48′ 55″ N, 9° 52′ 3″ O  | Wohnhaus                 |                           |          | Weitere Bilder |
| Baustraße 25 51° 48′ 55″ N, 9° 52′ 6″ O  | Wohnhaus                 |                           |          |                |
| Baustraße 26 51° 48′ 55″ N, 9° 52′ 3″ O  | Wohnhaus                 |                           |          |                |
| Baustraße 27 51° 48′ 55″ N, 9° 52′ 7″ O  | Wohnhaus                 |                           |          |                |
| Baustraße 28 51° 48′ 55″ N, 9° 52′ 4″ O  | Wohnhaus                 |                           |          |                |
| Baustraße 29 51° 48′ 55″ N, 9° 52′ 7″ O  | Wohnhaus                 |                           |          |                |
| Baustraße 30 51° 48′ 55″ N, 9° 52′ 4″ O  | Wohnhaus                 |                           |          |                |
| Baustraße 32 51° 48′ 55″ N, 9° 52′ 4″ O  | Wohnhaus                 |                           |          |                |
| Baustraße 33 51° 48′ 55″ N, 9° 52′ 8″ O  | Wohnhaus                 |                           |          |                |
| Baustraße 34 51° 48′ 55″ N, 9° 52′ 5″ O  | Wohnhaus                 |                           |          |                |
| Baustraße 36 51° 48′ 55″ N, 9° 52′ 5″ O  | Wohnhaus                 |                           |          |                |
| Baustraße 37 51° 48′ 55″ N, 9° 52′ 9″ O  | Wohnhaus                 |                           |          |                |
| Baustraße 38 51° 48′ 54″ N, 9° 52′ 8″ O  | Ehemalige Wollmanufaktur |                           |          |                |

### Benser Straße
| Lage                                         | Bezeichnung | Beschreibung | ID       | Bild |
| -------------------------------------------- | ----------- | ------------ | -------- | ---- |
| Benser Straße 1 51° 49′ 0″ N, 9° 51′ 58″ O   | Wohnhaus    |              | 37889845 |      |
| Benser Straße 2 51° 48′ 58″ N, 9° 51′ 56″ O  | Wohnhaus    |              |          |      |
| Benser Straße 3 51° 48′ 59″ N, 9° 51′ 58″ O  | Wohnhaus    |              |          |      |
| Benser Straße 5 51° 48′ 59″ N, 9° 51′ 58″ O  | Wohnhaus    |              |          |      |
| Benser Straße 6 51° 48′ 57″ N, 9° 51′ 56″ O  | Wohnhaus    |              |          |      |
| Benser Straße 15 51° 48′ 57″ N, 9° 51′ 57″ O | Wohnhaus    |              |          |      |
| Benser Straße 17 51° 48′ 56″ N, 9° 51′ 57″ O | Wohnhaus    |              |          |      |
| Benser Straße 19 51° 48′ 56″ N, 9° 51′ 57″ O | Wohnhaus    |              |          |      |
| Benser Straße 20 51° 48′ 54″ N, 9° 51′ 55″ O | Wohnhaus    |              |          |      |
| Benser Straße 21 51° 48′ 56″ N, 9° 51′ 57″ O | Wohnhaus    |              |          |      |
| Benser Straße 23 51° 48′ 55″ N, 9° 51′ 57″ O | Wohnhaus    |              |          |      |
| Benser Straße 31 51° 48′ 54″ N, 9° 51′ 57″ O | Wohnhaus    |              |          |      |
| Benser Straße 33 51° 48′ 53″ N, 9° 51′ 56″ O | Wohnhaus    |              |          |      |

### Breil
| Lage                                 | Bezeichnung | Beschreibung | ID | Bild |
| ------------------------------------ | ----------- | ------------ | -- | ---- |
| Breil 2 51° 49′ 11″ N, 9° 51′ 59″ O  | Wohnhaus    |              |    |      |
| Breil 4 51° 49′ 11″ N, 9° 51′ 58″ O  | Wohnhaus    |              |    |      |
| Breil 6 51° 49′ 11″ N, 9° 51′ 57″ O  | Wohnhaus    |              |    |      |
| Breil 10 51° 49′ 11″ N, 9° 51′ 57″ O | Wohnhaus    |              |    |      |
| Breil 12 51° 49′ 11″ N, 9° 51′ 56″ O | Wohnhaus    |              |    |      |
| Breil 14 51° 49′ 11″ N, 9° 51′ 56″ O | Wohnhaus    |              |    |      |
| Breil 16 51° 49′ 11″ N, 9° 51′ 55″ O | Wohnhaus    |              |    |      |
| Breil 18 51° 49′ 11″ N, 9° 51′ 55″ O | Wohnhaus    |              |    |      |
| Breil 20 51° 49′ 11″ N, 9° 51′ 54″ O | Wohnhaus    |              |    |      |

### Breiter Stein
| Lage                                       | Bezeichnung | Beschreibung | ID       | Bild |
| ------------------------------------------ | ----------- | ------------ | -------- | ---- |
| Breiter Stein 1 51° 49′ 0″ N, 9° 52′ 6″ O  | Wohnhaus    |              | 37889845 |      |
| Breiter Stein 2 51° 49′ 0″ N, 9° 52′ 6″ O  | Wohnhaus    |              |          |      |
| Breiter Stein 3 51° 49′ 1″ N, 9° 52′ 6″ O  | Wohnhaus    |              |          |      |
| Breiter Stein 4 51° 49′ 0″ N, 9° 52′ 6″ O  | Wohnhaus    |              |          |      |
| Breiter Stein 5 51° 49′ 1″ N, 9° 52′ 6″ O  | Wohnhaus    |              |          |      |
| Breiter Stein 6 51° 49′ 0″ N, 9° 52′ 6″ O  | Wohnhaus    |              |          |      |
| Breiter Stein 7 51° 49′ 1″ N, 9° 52′ 6″ O  | Wohnhaus    |              |          |      |
| Breiter Stein 8 51° 49′ 0″ N, 9° 52′ 6″ O  | Wohnhaus    |              |          |      |
| Breiter Stein 9 51° 49′ 1″ N, 9° 52′ 6″ O  | Wohnhaus    |              |          |      |
| Breiter Stein 10 51° 49′ 1″ N, 9° 52′ 7″ O | Wohnhaus    |              |          |      |
| Breiter Stein 12 51° 49′ 1″ N, 9° 52′ 7″ O | Wohnhaus    |              |          |      |
| Breiter Stein 14 51° 49′ 1″ N, 9° 52′ 7″ O | Wohnhaus    |              |          |      |
| Breiter Stein 16 51° 49′ 1″ N, 9° 52′ 7″ O | Wohnhaus    |              |          |      |
| Breiter Stein 18 51° 49′ 2″ N, 9° 52′ 7″ O | Wohnhaus    |              |          |      |
| Breiter Stein 20 51° 49′ 2″ N, 9° 52′ 7″ O | Wohnhaus    |              |          |      |
| Breiter Stein 22 51° 49′ 2″ N, 9° 52′ 7″ O | Wohnhaus    |              |          |      |

### Geiststraße
| Lage                                    | Bezeichnung                                              | Beschreibung | ID | Bild           |
| --------------------------------------- | -------------------------------------------------------- | ------------ | -- | -------------- |
| Geiststraße 1 51° 49′ 2″ N, 9° 52′ 6″ O | Wohnhaus                                                 |              |    |                |
| Geiststraße 2 51° 49′ 3″ N, 9° 52′ 7″ O | Kapelle St. Spiritus (Einbeck) und Hospital St. Spiritus |              |    | Weitere Bilder |
| Geiststraße 3 51° 49′ 3″ N, 9° 52′ 6″ O | Wohnhaus                                                 |              |    |                |

### Hägermauer
| Lage                                     | Bezeichnung | Beschreibung | ID | Bild           |
| ---------------------------------------- | ----------- | ------------ | -- | -------------- |
| Hägermauer 2 51° 48′ 57″ N, 9° 51′ 43″ O | Wohnhaus    |              |    | Weitere Bilder |
| Hägermauer 4 51° 48′ 57″ N, 9° 51′ 43″ O | Wohnhaus    |              |    | Weitere Bilder |

### Hägerstraße
| Lage                                       | Bezeichnung | Beschreibung | ID       | Bild           |
| ------------------------------------------ | ----------- | ------------ | -------- | -------------- |
| Hägerstraße 1 51° 48′ 55″ N, 9° 51′ 54″ O  | Wohnhaus    |              | 37890372 | Weitere Bilder |
| Hägerstraße 3 51° 48′ 55″ N, 9° 51′ 53″ O  | Wohnhaus    |              |          |                |
| Hägerstraße 5 51° 48′ 55″ N, 9° 51′ 53″ O  | Wohnhaus    |              |          |                |
| Hägerstraße 7 51° 48′ 55″ N, 9° 51′ 52″ O  | Wohnhaus    |              |          |                |
| Hägerstraße 9 51° 48′ 55″ N, 9° 51′ 52″ O  | Wohnhaus    |              |          |                |
| Hägerstraße 11 51° 48′ 55″ N, 9° 51′ 52″ O | Wohnhaus    |              |          | Weitere Bilder |
| Hägerstraße 13 51° 48′ 55″ N, 9° 51′ 52″ O | Wohnhaus    |              |          | Weitere Bilder |
| Hägerstraße 15 51° 48′ 56″ N, 9° 51′ 51″ O | Wohnhaus    |              |          | Weitere Bilder |
| Hägerstraße 17 51° 48′ 56″ N, 9° 51′ 51″ O | Wohnhaus    |              |          | Weitere Bilder |
| Hägerstraße 19 51° 48′ 56″ N, 9° 51′ 51″ O | Wohnhaus    |              |          |                |
| Hägerstraße 21 51° 48′ 56″ N, 9° 51′ 50″ O | Wohnhaus    |              |          |                |
| Hägerstraße 23 51° 48′ 56″ N, 9° 51′ 50″ O | Wohnhaus    |              |          |                |
| Hägerstraße 25 51° 48′ 56″ N, 9° 51′ 49″ O | Wohnhaus    |              |          |                |
| Hägerstraße 27 51° 48′ 56″ N, 9° 51′ 49″ O | Wohnhaus    |              |          |                |
| Hägerstraße 29 51° 48′ 56″ N, 9° 51′ 49″ O | Wohnhaus    |              |          |                |
| Hägerstraße 31 51° 48′ 56″ N, 9° 51′ 49″ O | Wohnhaus    |              |          |                |
| Hägerstraße 33 51° 48′ 56″ N, 9° 51′ 48″ O | Wohnhaus    |              |          |                |
| Hägerstraße 39 51° 48′ 56″ N, 9° 51′ 47″ O | Wohnhaus    |              |          |                |
| Hägerstraße 41 51° 48′ 56″ N, 9° 51′ 47″ O | Wohnhaus    |              |          |                |
| Hägerstraße 43 51° 48′ 56″ N, 9° 51′ 47″ O | Wohnhaus    |              |          |                |
| Hägerstraße 45 51° 48′ 57″ N, 9° 51′ 46″ O | Wohnhaus    |              |          |                |
| Hägerstraße 49 51° 48′ 57″ N, 9° 51′ 45″ O | Wohnhaus    |              |          |                |
| Hägerstraße 51 51° 48′ 57″ N, 9° 51′ 45″ O | Wohnhaus    |              |          |                |
| Hägerstraße 53 51° 48′ 57″ N, 9° 51′ 45″ O | Wohnhaus    |              |          |                |
| Hägerstraße 55 51° 48′ 57″ N, 9° 51′ 44″ O | Wohnhaus    |              |          |                |

### Hallenplan
| Lage                                   | Bezeichnung | Beschreibung | ID | Bild |
| -------------------------------------- | ----------- | ------------ | -- | ---- |
| Hallenplan 1 51° 49′ 4″ N, 9° 52′ 2″ O | Wohnhaus    |              |    |      |
| Hallenplan 2 51° 49′ 4″ N, 9° 52′ 0″ O | Wohnhaus    |              |    |      |
| Hallenplan 3 51° 49′ 4″ N, 9° 52′ 2″ O | Wohnhaus    |              |    |      |
| Hallenplan 4 51° 49′ 4″ N, 9° 52′ 0″ O | Wohnhaus    |              |    |      |
| Hallenplan 5 51° 49′ 4″ N, 9° 52′ 2″ O | Wohnhaus    |              |    |      |
| Hallenplan 7 51° 49′ 3″ N, 9° 52′ 1″ O | Wohnhaus    |              |    |      |
| Hallenplan 9 51° 49′ 3″ N, 9° 52′ 1″ O | Wohnhaus    |              |    |      |

### Haspel
| Lage                                | Bezeichnung | Beschreibung | ID | Bild |
| ----------------------------------- | ----------- | ------------ | -- | ---- |
| Haspel 1 51° 49′ 14″ N, 9° 52′ 3″ O | Wohnhaus    |              |    |      |
| Haspel 3 51° 49′ 14″ N, 9° 52′ 4″ O | Wohnhaus    |              |    |      |
| Haspel 5 51° 49′ 14″ N, 9° 52′ 4″ O | Wohnhaus    |              |    |      |
| Haspel 7 51° 49′ 14″ N, 9° 52′ 5″ O | Wohnhaus    |              |    |      |

### Hören
| Lage                               | Bezeichnung | Beschreibung | ID | Bild |
| ---------------------------------- | ----------- | ------------ | -- | ---- |
| Hören 1 51° 49′ 3″ N, 9° 52′ 9″ O  | Wohnhaus    |              |    |      |
| Hören 3 51° 49′ 2″ N, 9° 52′ 8″ O  | Wohnhaus    |              |    |      |
| Hören 5 51° 49′ 2″ N, 9° 52′ 8″ O  | Wohnhaus    |              |    |      |
| Hören 7 51° 49′ 2″ N, 9° 52′ 8″ O  | Wohnhaus    |              |    |      |
| Hören 9 51° 49′ 2″ N, 9° 52′ 7″ O  | Wohnhaus    |              |    |      |
| Hören 11 51° 49′ 2″ N, 9° 52′ 7″ O | Wohnhaus    |              |    |      |

### Hohe Münsterstraße
| Lage                                              | Bezeichnung | Beschreibung | ID | Bild |
| ------------------------------------------------- | ----------- | ------------ | -- | ---- |
| Hohe Münsterstraße 1 51° 49′ 13″ N, 9° 52′ 10″ O  | Wohnhaus    |              |    |      |
| Hohe Münsterstraße 2 51° 49′ 13″ N, 9° 52′ 6″ O   | Wohnhaus    |              |    |      |
| Hohe Münsterstraße 3 51° 49′ 13″ N, 9° 52′ 10″ O  | Wohnhaus    |              |    |      |
| Hohe Münsterstraße 4 51° 49′ 13″ N, 9° 52′ 7″ O   | Wohnhaus    |              |    |      |
| Hohe Münsterstraße 5 51° 49′ 12″ N, 9° 52′ 11″ O  | Wohnhaus    |              |    |      |
| Hohe Münsterstraße 7 51° 49′ 12″ N, 9° 52′ 11″ O  | Wohnhaus    |              |    |      |
| Hohe Münsterstraße 9 51° 49′ 12″ N, 9° 52′ 11″ O  | Wohnhaus    |              |    |      |
| Hohe Münsterstraße 11 51° 49′ 12″ N, 9° 52′ 12″ O | Wohnhaus    |              |    |      |
| Hohe Münsterstraße 6a 51° 49′ 13″ N, 9° 52′ 7″ O  | Wohnhaus    |              |    |      |
| Hohe Münsterstraße 6 51° 49′ 13″ N, 9° 52′ 7″ O   | Wohnhaus    |              |    |      |
| Hohe Münsterstraße 8 51° 49′ 13″ N, 9° 52′ 8″ O   | Wohnhaus    |              |    |      |
| Hohe Münsterstraße 10 51° 49′ 13″ N, 9° 52′ 8″ O  | Wohnhaus    |              |    |      |
| Hohe Münsterstraße 12 51° 49′ 13″ N, 9° 52′ 8″ O  | Wohnhaus    |              |    |      |
| Hohe Münsterstraße 18 51° 49′ 12″ N, 9° 52′ 10″ O | Wohnhaus    |              |    |      |
| Hohe Münsterstraße 19 51° 49′ 11″ N, 9° 52′ 13″ O | Wohnhaus    |              |    |      |
| Hohe Münsterstraße 20 51° 49′ 12″ N, 9° 52′ 10″ O | Wohnhaus    |              |    |      |
| Hohe Münsterstraße 21 51° 49′ 11″ N, 9° 52′ 13″ O | Wohnhaus    |              |    |      |
| Hohe Münsterstraße 22 51° 49′ 12″ N, 9° 52′ 10″ O | Wohnhaus    |              |    |      |
| Hohe Münsterstraße 26 51° 49′ 11″ N, 9° 52′ 11″ O | Wohnhaus    |              |    |      |
| Hohe Münsterstraße 28 51° 49′ 11″ N, 9° 52′ 12″ O | Wohnhaus    |              |    |      |
| Hohe Münsterstraße 30 51° 49′ 11″ N, 9° 52′ 12″ O | Wohnhaus    |              |    |      |

### Hullerser Mauer
| Lage                                          | Bezeichnung | Beschreibung | ID       | Bild |
| --------------------------------------------- | ----------- | ------------ | -------- | ---- |
| Hullerser Mauer 5 51° 49′ 5″ N, 9° 51′ 47″ O  | Wohnhaus    |              |          |      |
| Hullerser Mauer 7 51° 49′ 5″ N, 9° 51′ 47″ O  | Wohnhaus    |              |          |      |
| Hullerser Mauer 7a 51° 49′ 6″ N, 9° 51′ 47″ O | Wohnhaus    |              |          |      |
| Hullerser Mauer 9 51° 49′ 6″ N, 9° 51′ 48″ O  | Wohnhaus    |              |          |      |
| Hullerser Mauer 11 51° 49′ 6″ N, 9° 51′ 48″ O | Wohnhaus    |              |          |      |
| Hullerser Mauer 13 51° 49′ 7″ N, 9° 51′ 49″ O | Wohnhaus    |              |          |      |
| Hullerser Mauer 15 51° 49′ 7″ N, 9° 51′ 49″ O | Wohnhaus    |              |          |      |
| Hullerser Mauer 17 51° 49′ 7″ N, 9° 51′ 49″ O | Wohnhaus    |              | 37877287 |      |

### Hullerser Straße
| Lage                                           | Bezeichnung         | Beschreibung | ID | Bild           |
| ---------------------------------------------- | ------------------- | ------------ | -- | -------------- |
| Hullerser Straße 1 51° 49′ 0″ N, 9° 51′ 53″ O  | Amtsgericht Einbeck |              |    |                |
| Hullerser Straße 1 51° 49′ 0″ N, 9° 51′ 52″ O  | Gefangenenhaus      |              |    | Weitere Bilder |
| Hullerser Straße 2 51° 49′ 0″ N, 9° 51′ 56″ O  | Wohnhaus            |              |    |                |
| Hullerser Straße 2A 51° 49′ 1″ N, 9° 51′ 56″ O | Wohnhaus            |              |    |                |
| Hullerser Straße 5 51° 49′ 1″ N, 9° 51′ 47″ O  | Wohnhaus            |              |    |                |
| Hullerser Straße 7 51° 49′ 1″ N, 9° 51′ 46″ O  | Wohnhaus            |              |    |                |
| Hullerser Straße 8 51° 49′ 1″ N, 9° 51′ 53″ O  | Wohnhaus            |              |    |                |
| Hullerser Straße 9 51° 49′ 1″ N, 9° 51′ 46″ O  | Wohnhaus            |              |    |                |
| Hullerser Straße 10 51° 49′ 1″ N, 9° 51′ 53″ O | Wohnhaus            |              |    |                |
| Hullerser Straße 11 51° 49′ 1″ N, 9° 51′ 45″ O | Wohnhaus            |              |    |                |
| Hullerser Straße 14 51° 49′ 1″ N, 9° 51′ 51″ O | Wohnhaus            |              |    |                |
| Hullerser Straße 16 51° 49′ 1″ N, 9° 51′ 51″ O | Wohnhaus            |              |    |                |
| Hullerser Straße 17 51° 49′ 1″ N, 9° 51′ 44″ O | Wohnhaus            |              |    |                |
| Hullerser Straße 18 51° 49′ 1″ N, 9° 51′ 50″ O | Wohnhaus            |              |    |                |
| Hullerser Straße 24 51° 49′ 1″ N, 9° 51′ 49″ O | Wohnhaus            |              |    |                |
| Hullerser Straße 26 51° 49′ 1″ N, 9° 51′ 48″ O | Wohnhaus            |              |    |                |
| Hullerser Straße 30 51° 49′ 1″ N, 9° 51′ 48″ O | Wohnhaus            |              |    |                |
| Hullerser Straße 32 51° 49′ 1″ N, 9° 51′ 47″ O | Wohnhaus            |              |    |                |
| Hullerser Straße 34 51° 49′ 1″ N, 9° 51′ 47″ O | Wohnhaus            |              |    |                |
| Hullerser Straße 36 51° 49′ 1″ N, 9° 51′ 47″ O | Wohnhaus            |              |    |                |
| Hullerser Straße 38 51° 49′ 2″ N, 9° 51′ 46″ O | Wohnhaus            |              |    |                |
| Hullerser Straße 40 51° 49′ 2″ N, 9° 51′ 45″ O | Wohnhaus            |              |    |                |
| Hullerser Straße 44 51° 49′ 2″ N, 9° 51′ 45″ O | Wohnhaus            |              |    |                |

### Knochenhauerstraße
| Lage                                            | Bezeichnung | Beschreibung | ID       | Bild |
| ----------------------------------------------- | ----------- | ------------ | -------- | ---- |
| Knochenhauerstraße 2 51° 49′ 3″ N, 9° 51′ 58″ O | Wohnhaus    |              | 37880121 |      |
| Knochenhauerstraße 4 51° 49′ 3″ N, 9° 51′ 59″ O | Wohnhaus    |              |          |      |
| Knochenhauerstraße 6 51° 49′ 2″ N, 9° 52′ 0″ O  | Wohnhaus    |              |          |      |
| Knochenhauerstraße 8 51° 49′ 2″ N, 9° 52′ 0″ O  | Wohnhaus    |              |          |      |
| Knochenhauerstraße 10 51° 49′ 2″ N, 9° 52′ 0″ O | Wohnhaus    |              |          |      |
| Knochenhauerstraße 12 51° 49′ 2″ N, 9° 52′ 1″ O | Wohnhaus    |              |          |      |
| Knochenhauerstraße 14 51° 49′ 2″ N, 9° 52′ 1″ O | Wohnhaus    |              |          |      |
| Knochenhauerstraße 16 51° 49′ 2″ N, 9° 52′ 1″ O | Wohnhaus    |              |          |      |
| Knochenhauerstraße 19 51° 49′ 2″ N, 9° 52′ 4″ O | Wohnhaus    |              |          |      |
| Knochenhauerstraße 21 51° 49′ 2″ N, 9° 52′ 5″ O | Wohnhaus    |              |          |      |
| Knochenhauerstraße 23 51° 49′ 2″ N, 9° 52′ 5″ O | Wohnhaus    |              |          |      |
| Knochenhauerstraße 25 51° 49′ 2″ N, 9° 52′ 6″ O | Wohnhaus    |              |          |      |
| Knochenhauerstraße 30 51° 49′ 2″ N, 9° 52′ 5″ O | Wohnhaus    |              |          |      |
| Knochenhauerstraße 32 51° 49′ 1″ N, 9° 52′ 6″ O | Wohnhaus    |              |          |      |

### Kükenschnipp
| Lage                                       | Bezeichnung | Beschreibung | ID | Bild           |
| ------------------------------------------ | ----------- | ------------ | -- | -------------- |
| Kükenschnipp 1 51° 49′ 11″ N, 9° 51′ 53″ O | Wohnhaus    |              |    | Weitere Bilder |
| Kükenschnipp 3 51° 49′ 11″ N, 9° 51′ 53″ O | Wohnhaus    |              |    | Weitere Bilder |
| Kükenschnipp 5 51° 49′ 11″ N, 9° 51′ 53″ O | Wohnhaus    |              |    | Weitere Bilder |
| Kükenschnipp 7 51° 49′ 12″ N, 9° 51′ 53″ O | Wohnhaus    |              |    | Weitere Bilder |

### Kurze Münsterstraße
| Lage                                              | Bezeichnung | Beschreibung | ID | Bild |
| ------------------------------------------------- | ----------- | ------------ | -- | ---- |
| Kurze Münsterstraße 1 51° 49′ 10″ N, 9° 52′ 10″ O | Wohnhaus    |              |    |      |

### Lange Brücke
| Lage                                      | Bezeichnung   | Beschreibung | ID       | Bild           |
| ----------------------------------------- | ------------- | ------------ | -------- | -------------- |
| Lange Brücke 1 51° 49′ 5″ N, 9° 52′ 7″ O  | Wohnhaus      |              |          | Weitere Bilder |
| Lange Brücke 2 51° 49′ 4″ N, 9° 52′ 7″ O  | Wohnhaus      |              |          |                |
| Lange Brücke 3 51° 49′ 5″ N, 9° 52′ 7″ O  | Wohnhaus      |              |          |                |
| Lange Brücke 4 51° 49′ 5″ N, 9° 52′ 7″ O  | Wohnhaus      |              | 37880352 |                |
| Lange Brücke 4 51° 49′ 5″ N, 9° 52′ 7″ O  | Gewölbekeller |              | 37912322 | BW             |
| Lange Brücke 5 51° 49′ 5″ N, 9° 52′ 7″ O  | Gewölbekeller |              | 37880406 | BW             |
| Lange Brücke 6 51° 49′ 5″ N, 9° 52′ 7″ O  | Wohnhaus      |              |          |                |
| Lange Brücke 7 51° 49′ 6″ N, 9° 52′ 8″ O  | Wohnhaus      |              |          |                |
| Lange Brücke 8 51° 49′ 5″ N, 9° 52′ 8″ O  | Wohnhaus      |              |          |                |
| Lange Brücke 10 51° 49′ 5″ N, 9° 52′ 8″ O | Wohnhaus      |              |          |                |
| Lange Brücke 12 51° 49′ 5″ N, 9° 52′ 8″ O | Wohnhaus      |              |          |                |

### Marktplatz Einbeck

#### Gruppe: Markt Kirchspiel
Die Gruppe „Markt Kirchspiel“ hat die ID 37197959.

| Lage                                   | Bezeichnung            | Beschreibung | ID       | Bild           |
| -------------------------------------- | ---------------------- | --- | -------- | -------------- |
| Marktplatz 51° 49′ 10″ N, 9° 52′ 10″ O | Marktkirche St. Jacobi | Die Kirche bildet den westlichen Abschluss des Marktplatzes. Erbaut wurde die Kirche im 13. Jahrhundert. Der Turm wurde um 1500 errichtet und bereits 1540 erneuert, er hat eine Höhe von 65 Meter. Im Inneren befindet sich eine Kanzel aus dem Jahr 1637. | 37880934 | Weitere Bilder |
| Marktplatz 51° 49′ 6″ N, 9° 51′ 59″ O  | Marktbrunnen           | | 37880964 |                |

#### Einzelbaudenkmale
| Lage                                         | Bezeichnung          | Beschreibung                                                                                      | ID       | Bild           |
| -------------------------------------------- | -------------------- | ------------------------------------------------------------------------------------------------- | -------- | -------------- |
| Marktplatz 2 51° 49′ 7″ N, 9° 51′ 59″ O      | Wohnhaus             |                                                                                                   |          |                |
| Marktplatz 3 51° 49′ 6″ N, 9° 52′ 1″ O       | Wohnhaus             |                                                                                                   |          |                |
| Marktplatz 4 51° 49′ 5″ N, 9° 51′ 59″ O      | Wohnhaus             |                                                                                                   |          |                |
| Marktplatz 6, 8 51° 49′ 5″ N, 9° 52′ 1″ O    | Altes Rathaus        | Rechteckiges Langhaus mit einem dreischiffigen Keller und drei Türmen im Eingangsbereich          | 37881133 | Weitere Bilder |
| Marktplatz 9 51° 49′ 7″ N, 9° 52′ 0″ O       | Wohnhaus             |                                                                                                   |          |                |
| Marktplatz 10 51° 49′ 5″ N, 9° 52′ 2″ O      | Wohnhaus             |                                                                                                   |          |                |
| Marktplatz 11 51° 49′ 7″ N, 9° 52′ 1″ O      | Wohnhaus             |                                                                                                   |          |                |
| Marktplatz 12 51° 49′ 5″ N, 9° 52′ 3″ O      | Wohnhaus             |                                                                                                   |          |                |
| Marktplatz 13 51° 49′ 6″ N, 9° 52′ 1″ O      | Sogenanntes Brodhaus |                                                                                                   |          |                |
| Marktplatz 14 51° 49′ 5″ N, 9° 52′ 3″ O      | Wohnhaus             |                                                                                                   |          |                |
| Marktplatz 15 51° 49′ 6″ N, 9° 52′ 2″ O      | Rats-Apotheke        | Dreigeschossiges Fachwerkdoppelhaus unter einem Satteldach mit einem dreischiffigen Kellergewölbe | 37881302 | Weitere Bilder |
| Marktplatz 16 51° 49′ 4″ N, 9° 52′ 4″ O      | Wohnhaus             |                                                                                                   |          |                |
| Marktplatz 17 51° 49′ 6″ N, 9° 52′ 3″ O      | Wohnhaus             |                                                                                                   |          |                |
| Marktplatz 18 51° 49′ 4″ N, 9° 52′ 5″ O      | Wohnhaus             |                                                                                                   |          |                |
| Marktplatz 19 51° 49′ 6″ N, 9° 52′ 3″ O      | Wohnhaus             |                                                                                                   |          |                |
| Marktplatz 21 51° 49′ 6″ N, 9° 52′ 4″ O      | Wohnhaus             |                                                                                                   |          |                |
| Marktplatz 22 51° 49′ 4″ N, 9° 52′ 5″ O      | Wohnhaus             |                                                                                                   |          |                |
| Marktplatz 23, 23A 51° 49′ 5″ N, 9° 52′ 4″ O | Wohnhaus             |                                                                                                   |          | Weitere Bilder |
| Marktplatz 24 51° 49′ 4″ N, 9° 52′ 6″ O      | Wohnhaus             |                                                                                                   |          |                |
| Marktplatz 25 51° 49′ 5″ N, 9° 52′ 5″ O      | Wohnhaus             |                                                                                                   |          |                |
| Marktplatz 27 51° 49′ 5″ N, 9° 52′ 5″ O      | Wohnhaus             |                                                                                                   |          |                |
| Marktplatz 29 51° 49′ 5″ N, 9° 52′ 5″ O      | Wohnhaus             |                                                                                                   |          |                |
| Marktplatz 31 51° 49′ 5″ N, 9° 52′ 6″ O      | Wohnhaus             |                                                                                                   |          |                |
| Marktplatz 33 51° 49′ 5″ N, 9° 52′ 6″ O      | Wohnhaus             |                                                                                                   |          |                |

### Marktstraße
| Lage                                      | Bezeichnung   | Beschreibung | ID       | Bild |
| ----------------------------------------- | ------------- | --- | -------- | ---- |
| Marktstraße 1 51° 49′ 5″ N, 9° 51′ 58″ O  | Wohnhaus      | |          |      |
| Marktstraße 2 51° 49′ 7″ N, 9° 51′ 58″ O  | Wohnhaus      | |          |      |
| Marktstraße 3 51° 49′ 5″ N, 9° 51′ 58″ O  | Wohnhaus      | |          |      |
| Marktstraße 4 51° 49′ 7″ N, 9° 51′ 58″ O  | Wohnhaus      | |          |      |
| Marktstraße 6 51° 49′ 7″ N, 9° 51′ 58″ O  | Wohnhaus      | |          |      |
| Marktstraße 8 51° 49′ 6″ N, 9° 51′ 58″ O  | Wohnhaus      | |          |      |
| Marktstraße 10 51° 49′ 6″ N, 9° 51′ 58″ O | Wohnhaus      | |          |      |
| Marktstraße 12 51° 49′ 6″ N, 9° 51′ 57″ O | Wohnhaus      | |          |      |
| Marktstraße 13 51° 49′ 3″ N, 9° 51′ 58″ O | Wohnhaus      | | 37881833 |      |
| Marktstraße 14 51° 49′ 6″ N, 9° 51′ 57″ O | Wohnhaus      | |          |      |
| Marktstraße 15 51° 49′ 2″ N, 9° 51′ 58″ O | Wohnhaus      | |          |      |
| Marktstraße 16 51° 49′ 5″ N, 9° 51′ 57″ O | Wohnhaus      | |          |      |
| Marktstraße 17 51° 49′ 2″ N, 9° 51′ 58″ O | Wohnhaus      | |          |      |
| Marktstraße 18 51° 49′ 5″ N, 9° 51′ 57″ O | Wohnhaus      | |          |      |
| Marktstraße 19 51° 49′ 2″ N, 9° 51′ 58″ O | Wohnhaus      | |          |      |
| Marktstraße 20 51° 49′ 5″ N, 9° 51′ 57″ O | Wohnhaus      | |          |      |
| Marktstraße 21 51° 49′ 1″ N, 9° 51′ 58″ O | Wohnhaus      | |          |      |
| Marktstraße 22 51° 49′ 4″ N, 9° 51′ 57″ O | Wohnhaus      | |          |      |
| Marktstraße 23 51° 49′ 1″ N, 9° 51′ 58″ O | Wohnhaus      | |          |      |
| Marktstraße 24 51° 49′ 4″ N, 9° 51′ 57″ O | Wohnhaus      | |          |      |
| Marktstraße 25 51° 49′ 1″ N, 9° 51′ 58″ O | Wohnhaus      | |          |      |
| Marktstraße 26 51° 49′ 3″ N, 9° 51′ 57″ O | Wohnhaus      | |          |      |
| Marktstraße 27 51° 49′ 0″ N, 9° 51′ 58″ O | Wohnhaus      | |          |      |
| Marktstraße 28 51° 49′ 3″ N, 9° 51′ 57″ O | Wohnhaus      | |          |      |
| Marktstraße 30 51° 49′ 3″ N, 9° 51′ 57″ O | Wohnhaus      | |          |      |
| Marktstraße 32 51° 49′ 2″ N, 9° 51′ 57″ O | Wohnhaus      | |          |      |
| Marktstraße 34 51° 49′ 2″ N, 9° 51′ 57″ O | Wohnhaus      | |          |      |
| Marktstraße 36 51° 49′ 2″ N, 9° 51′ 57″ O | Wohnhaus      | |          |      |
| Marktstraße 38 51° 49′ 2″ N, 9° 51′ 57″ O | Wohnhaus      | | 37882344 |      |
| Marktstraße 38 51° 49′ 2″ N, 9° 51′ 57″ O | Gewölbekeller | | 37915784 | BW   |
| Marktstraße 40 51° 49′ 1″ N, 9° 51′ 57″ O | Wohnhaus      | Das Haus wurde nach 1826 erbaut, den Vorgängerbau hatte ein Brand vernichtet. Es ist ein dreigeschossiges, traufständiges Haus mit fünf Fensterachsen und einem Satteldach. Zum Haus gehören noch ein Stall erbaut 1793, ein Waschhaus/Remise im Seitenflügel erbaut 815 und ein Waschhaus/Remise aus dem Jahr 1870. | 37882368 |      |
| Marktstraße 40 51° 49′ 1″ N, 9° 51′ 57″ O | Gewölbekeller | | 37915762 | BW   |
| Marktstraße 44 51° 49′ 1″ N, 9° 51′ 57″ O | Wohnhaus      | |          | BW   |
| Marktstraße 46 51° 49′ 0″ N, 9° 51′ 57″ O | Wohnhaus      | |          |      |

### Maschenstraße
| Lage                                        | Bezeichnung | Beschreibung                          | ID       | Bild |
| ------------------------------------------- | ----------- | ------------------------------------- | -------- | ---- |
| Maschenstraße 1 51° 49′ 3″ N, 9° 51′ 56″ O  | Wohnhaus    |                                       |          |      |
| Maschenstraße 2 51° 49′ 4″ N, 9° 51′ 55″ O  | Wohnhaus    |                                       |          |      |
| Maschenstraße 3 51° 49′ 3″ N, 9° 51′ 55″ O  | Wohnhaus    |                                       |          |      |
| Maschenstraße 5 51° 49′ 3″ N, 9° 51′ 55″ O  | Wohnhaus    |                                       |          |      |
| Maschenstraße 6 51° 49′ 4″ N, 9° 51′ 54″ O  | Wohnhaus    |                                       |          |      |
| Maschenstraße 9 51° 49′ 3″ N, 9° 51′ 54″ O  | Wohnhaus    | ehemaliges Clarissenkloster (Einbeck) | 37882898 |      |
| Maschenstraße 14 51° 49′ 5″ N, 9° 51′ 52″ O | Wohnhaus    |                                       |          |      |
| Maschenstraße 16 51° 49′ 5″ N, 9° 51′ 52″ O | Wohnhaus    |                                       |          |      |
| Maschenstraße 20 51° 49′ 5″ N, 9° 51′ 51″ O | Wohnhaus    |                                       |          |      |
| Maschenstraße 25 51° 49′ 5″ N, 9° 51′ 52″ O | Wohnhaus    |                                       |          |      |
| Maschenstraße 28 51° 49′ 6″ N, 9° 51′ 50″ O | Wohnhaus    |                                       |          |      |
| Maschenstraße 29 51° 49′ 5″ N, 9° 51′ 51″ O | Wohnhaus    |                                       |          |      |
| Maschenstraße 30 51° 49′ 6″ N, 9° 51′ 50″ O | Wohnhaus    |                                       |          |      |
| Maschenstraße 32 51° 49′ 7″ N, 9° 51′ 50″ O | Wohnhaus    |                                       |          |      |
| Maschenstraße 45 51° 49′ 6″ N, 9° 51′ 49″ O | Wohnhaus    |                                       |          |      |
| Maschenstraße 47 51° 49′ 7″ N, 9° 51′ 50″ O | Wohnhaus    |                                       |          |      |
| Maschenstraße 49 51° 49′ 8″ N, 9° 51′ 50″ O | Wohnhaus    |                                       |          |      |

### Möncheplatz
| Lage                                      | Bezeichnung | Beschreibung                                | ID | Bild |
| ----------------------------------------- | ----------- | ------------------------------------------- | -- | ---- |
| Möncheplatz 2 51° 49′ 4″ N, 9° 52′ 9″ O   | Wohnhaus    |                                             |    |      |
| Möncheplatz 4 51° 49′ 3″ N, 9° 52′ 10″ O  | Wohnhaus    | Einbecker Blaudruck, Ehemalige Blaufärberei |    |      |
| Möncheplatz 8 51° 49′ 4″ N, 9° 52′ 13″ O  | Wohnhaus    |                                             |    |      |
| Möncheplatz 14 51° 49′ 6″ N, 9° 52′ 13″ O | Wohnhaus    |                                             |    |      |

### Münstermauer
| Lage                                        | Bezeichnung | Beschreibung | ID       | Bild           |
| ------------------------------------------- | ----------- | ------------ | -------- | -------------- |
| Münstermauer 11 51° 49′ 16″ N, 9° 51′ 58″ O | Wohnhaus    |              | 37899254 |                |
| Münstermauer 37 51° 49′ 13″ N, 9° 51′ 54″ O | Wohnhaus    |              | 37899296 | Weitere Bilder |

### Münsterstraße
| Lage                                       | Bezeichnung   | Beschreibung                                             | ID       | Bild |
| ------------------------------------------ | ------------- | -------------------------------------------------------- | -------- | ---- |
| Münsterstraße 2 51° 49′ 8″ N, 9° 52′ 3″ O  | Wohnhaus      | Das Haus ist wahrscheinlich im Jahre 1595 erbaut worden. | 37883105 |      |
| Münsterstraße 2 51° 49′ 7″ N, 9° 52′ 4″ O  | Seitenflügel  | Das Haus wurde vor 1838 erbaut.                          | 37905345 | BW   |
| Münsterstraße 2 51° 49′ 7″ N, 9° 52′ 5″ O  | Hinterhaus    | Das Haus wurde vor 1838 erbaut.                          | 37905367 | BW   |
| Münsterstraße 4 51° 49′ 8″ N, 9° 52′ 3″ O  | Wohnhaus      |                                                          | 37883156 |      |
| Münsterstraße 5 51° 49′ 8″ N, 9° 52′ 3″ O  | Wohnhaus      |                                                          | 37883184 |      |
| Münsterstraße 6 51° 49′ 8″ N, 9° 52′ 3″ O  | Wohnhaus      |                                                          | 37883208 |      |
| Münsterstraße 6 51° 49′ 8″ N, 9° 52′ 4″ O  | Gewölbekeller |                                                          | 37914850 | BW   |
| Münsterstraße 7 51° 49′ 8″ N, 9° 52′ 2″ O  | Wohnhaus      |                                                          |          |      |
| Münsterstraße 8 51° 49′ 9″ N, 9° 52′ 4″ O  | Wohnhaus      |                                                          |          |      |
| Münsterstraße 9 51° 49′ 8″ N, 9° 52′ 2″ O  | Wohnhaus      |                                                          |          |      |
| Münsterstraße 10 51° 49′ 9″ N, 9° 52′ 4″ O | Wohnhaus      |                                                          |          |      |
| Münsterstraße 11 51° 49′ 8″ N, 9° 52′ 2″ O | Wohnhaus      |                                                          |          |      |
| Münsterstraße 12 51° 49′ 9″ N, 9° 52′ 4″ O | Wohnhaus      |                                                          |          |      |
| Münsterstraße 15 51° 49′ 9″ N, 9° 52′ 3″ O | Wohnhaus      |                                                          |          |      |
| Münsterstraße 17 51° 49′ 9″ N, 9° 52′ 3″ O | Wohnhaus      |                                                          |          |      |
| Münsterstraße 19 51° 49′ 9″ N, 9° 52′ 3″ O | Wohnhaus      |                                                          |          |      |

### Neuer Markt
| Lage                                       | Bezeichnung | Beschreibung | ID       | Bild |
| ------------------------------------------ | ----------- | ------------ | -------- | ---- |
| Neuer Markt 11 51° 49′ 7″ N, 9° 52′ 11″ O  | Wohnhaus    |              |          |      |
| Neuer Markt 16 51° 49′ 9″ N, 9° 52′ 13″ O  | Wohnhaus    |              | 37882681 |      |
| Neuer Markt 18 51° 49′ 9″ N, 9° 52′ 13″ O  | Wohnhaus    |              |          |      |
| Neuer Markt 23 51° 49′ 8″ N, 9° 52′ 11″ O  | Wohnhaus    |              |          |      |
| Neuer Markt 24 51° 49′ 10″ N, 9° 52′ 14″ O | Wohnhaus    |              |          |      |
| Neuer Markt 29 51° 49′ 9″ N, 9° 52′ 12″ O  | Wohnhaus    |              |          |      |
| Neuer Markt 31 51° 49′ 9″ N, 9° 52′ 12″ O  | Wohnhaus    |              |          |      |
| Neuer Markt 33 51° 49′ 10″ N, 9° 52′ 12″ O | Wohnhaus    |              |          |      |
| Neuer Markt 35 51° 49′ 10″ N, 9° 52′ 13″ O | Wohnhaus    |              |          |      |

### Oleburg
| Lage                                  | Bezeichnung | Beschreibung | ID       | Bild |
| ------------------------------------- | ----------- | ------------ | -------- | ---- |
| Oleburg 1 51° 49′ 9″ N, 9° 52′ 2″ O   | Wohnhaus    |              | 37883936 |      |
| Oleburg 2 51° 49′ 10″ N, 9° 52′ 3″ O  | Wohnhaus    |              |          |      |
| Oleburg 4 51° 49′ 10″ N, 9° 52′ 3″ O  | Wohnhaus    |              |          |      |
| Oleburg 5 51° 49′ 10″ N, 9° 52′ 1″ O  | Wohnhaus    |              |          |      |
| Oleburg 6 51° 49′ 10″ N, 9° 52′ 3″ O  | Wohnhaus    |              |          |      |
| Oleburg 7 51° 49′ 10″ N, 9° 52′ 1″ O  | Wohnhaus    |              |          |      |
| Oleburg 8 51° 49′ 10″ N, 9° 52′ 2″ O  | Wohnhaus    |              |          |      |
| Oleburg 10 51° 49′ 10″ N, 9° 52′ 2″ O | Wohnhaus    |              |          |      |
| Oleburg 12 51° 49′ 10″ N, 9° 52′ 1″ O | Wohnhaus    |              |          |      |
| Oleburg 14 51° 49′ 10″ N, 9° 52′ 1″ O | Wohnhaus    |              |          |      |

### Papenstraße
| Lage                                           | Bezeichnung | Beschreibung            | ID       | Bild |
| ---------------------------------------------- | ----------- | ----------------------- | -------- | ---- |
| Papenstraße 1a, 1b 51° 48′ 58″ N, 9° 51′ 55″ O | Wohnhaus    |                         |          |      |
| Papenstraße 3 51° 48′ 58″ N, 9° 51′ 54″ O      | Wohnhaus    | ehem. Kuhlgatzscher Hof | 37892647 |      |
| Papenstraße 4 51° 48′ 59″ N, 9° 51′ 53″ O      | Wohnhaus    | zu Einbecker Brauhaus   |          |      |
| Papenstraße 5 51° 48′ 58″ N, 9° 51′ 53″ O      | Wohnhaus    |                         |          |      |

### Pastorenstraße
| Lage                                       | Bezeichnung | Beschreibung | ID       | Bild |
| ------------------------------------------ | ----------- | ------------ | -------- | ---- |
| Pastorenstraße 4 51° 49′ 9″ N, 9° 52′ 0″ O | Wohnhaus    |              | 37884233 |      |

### Petersilienwasser
| Lage                                            | Bezeichnung | Beschreibung | ID       | Bild |
| ----------------------------------------------- | ----------- | ------------ | -------- | ---- |
| Petersilienwasser 12 51° 49′ 10″ N, 9° 52′ 9″ O | Wohnhaus    |              | 37884276 |      |
| Petersilienwasser 14 51° 49′ 11″ N, 9° 52′ 9″ O | Wohnhaus    |              | 37899683 |      |
| Petersilienwasser 16 51° 49′ 12″ N, 9° 52′ 9″ O | Wohnhaus    |              | 37884301 |      |

### Pfänderwinkel

#### Einzelbaudenkmale
| Lage                                      | Bezeichnung | Beschreibung | ID       | Bild |
| ----------------------------------------- | ----------- | ------------ | -------- | ---- |
| Pfänderwinkel 1 51° 49′ 7″ N, 9° 52′ 6″ O | Wohnhaus    |              | 37899706 |      |
| Pfänderwinkel 3 51° 49′ 7″ N, 9° 52′ 6″ O | Wohnhaus    |              | 37899731 |      |
| Pfänderwinkel 4 51° 49′ 7″ N, 9° 52′ 6″ O | Scheune     |              | 37899756 |      |

### Rosental

#### Einzelbaudenkmale
| Lage                                   | Bezeichnung   | Beschreibung | ID       | Bild |
| -------------------------------------- | ------------- | ------------ | -------- | ---- |
| Rosental 8 51° 49′ 2″ N, 9° 52′ 10″ O  | Wohnhaus      |              | 37900136 |      |
| Rosental 12 51° 49′ 1″ N, 9° 52′ 10″ O | Wohnhaus      |              | 37900217 |      |
| Rosental 14 51° 49′ 1″ N, 9° 52′ 10″ O | Wohnhaus      |              | 37900262 |      |
| Rosental 14 51° 49′ 1″ N, 9° 52′ 10″ O | Gewölbekelle  |              | 37921497 | BW   |
| Rosental 18 51° 49′ 1″ N, 9° 52′ 10″ O | Wohnhaus      |              | 7900344  |      |
| Rosental 18 51° 49′ 0″ N, 9° 52′ 10″ O | Gewölbekeller |              | 37921472 | BW   |
| Rosental 20 51° 49′ 0″ N, 9° 52′ 10″ O | Wohnhaus      |              | 37900370 |      |
| Rosental 20 51° 49′ 0″ N, 9° 52′ 10″ O | Gewölbekeller |              | 37921447 | BW   |
| Rosental 22 51° 49′ 0″ N, 9° 52′ 10″ O | Wohnhaus      |              | 37892882 |      |
| Rosental 24 51° 49′ 0″ N, 9° 52′ 10″ O | Wohnhaus      |              | 37900396 |      |

### Stiftsplatz
| Lage                                       | Bezeichnung                 | Beschreibung | ID       | Bild           |
| ------------------------------------------ | --------------------------- | ------------ | -------- | -------------- |
| Stiftsplatz 1 51° 49′ 14″ N, 9° 52′ 5″ O   | Wohnhaus                    |              |          |                |
| Stiftsplatz 2 51° 49′ 15″ N, 9° 52′ 5″ O   | Wohnhaus                    |              |          |                |
| Stiftsplatz 3 51° 49′ 15″ N, 9° 52′ 4″ O   | Wohnhaus                    |              |          |                |
| Stiftsplatz 4 51° 49′ 15″ N, 9° 52′ 3″ O   | Wohnhaus                    |              |          |                |
| Stiftsplatz 6 51° 49′ 18″ N, 9° 52′ 2″ O   | Wohnhaus                    |              |          |                |
| Stiftsplatz 7 51° 49′ 17″ N, 9° 52′ 3″ O   | Wohnhaus                    |              |          |                |
| Stiftsplatz 8 51° 49′ 16″ N, 9° 52′ 5″ O   | Münsterkirche St. Alexandri |              |          | Weitere Bilder |
| Stiftsplatz 9 51° 49′ 15″ N, 9° 52′ 7″ O   | Wohnhaus                    |              | 37883827 |                |
| Stiftsplatz 9 51° 49′ 15″ N, 9° 52′ 8″ O   | Gewölbekeller               |              | 39923923 |                |
| Stiftsplatz 10 51° 49′ 15″ N, 9° 52′ 9″ O  | Wohnhaus                    |              |          |                |
| Stiftsplatz 10A 51° 49′ 15″ N, 9° 52′ 8″ O | Wohnhaus                    |              |          |                |
| Stiftsplatz 11 51° 49′ 14″ N, 9° 52′ 8″ O  | Wohnhaus                    |              |          |                |

### Tiedexer Straße
| Lage                                           | Bezeichnung   | Beschreibung | ID       | Bild |
| ---------------------------------------------- | ------------- | ------------ | -------- | ---- |
| Tiedexer Straße 1 51° 49′ 7″ N, 9° 51′ 58″ O   | Wohnhaus      |              |          |      |
| Tiedexer Straße 3 51° 49′ 8″ N, 9° 51′ 57″ O   | Wohnhaus      |              |          |      |
| Tiedexer Straße 5 51° 49′ 8″ N, 9° 51′ 56″ O   | Wohnhaus      |              |          |      |
| Tiedexer Straße 6 51° 49′ 8″ N, 9° 51′ 58″ O   | Wohnhaus      |              |          |      |
| Tiedexer Straße 7 51° 49′ 8″ N, 9° 51′ 56″ O   | Wohnhaus      |              |          |      |
| Tiedexer Straße 8 51° 49′ 8″ N, 9° 51′ 57″ O   | Wohnhaus      |              |          |      |
| Tiedexer Straße 9 51° 49′ 8″ N, 9° 51′ 55″ O   | Wohnhaus      |              |          |      |
| Tiedexer Straße 10 51° 49′ 8″ N, 9° 51′ 57″ O  | Wohnhaus      |              |          |      |
| Tiedexer Straße 11 51° 49′ 8″ N, 9° 51′ 55″ O  | Wohnhaus      |              |          |      |
| Tiedexer Straße 12 51° 49′ 8″ N, 9° 51′ 57″ O  | Wohnhaus      |              |          |      |
| Tiedexer Straße 13 51° 49′ 8″ N, 9° 51′ 54″ O  | Wohnhaus      |              |          |      |
| Tiedexer Straße 14 51° 49′ 8″ N, 9° 51′ 56″ O  | Wohnhaus      |              |          |      |
| Tiedexer Straße 15 51° 49′ 8″ N, 9° 51′ 54″ O  | Wohnhaus      |              |          |      |
| Tiedexer Straße 16 51° 49′ 8″ N, 9° 51′ 56″ O  | Wohnhaus      |              |          |      |
| Tiedexer Straße 17 51° 49′ 8″ N, 9° 51′ 54″ O  | Wohnhaus      |              |          |      |
| Tiedexer Straße 18 51° 49′ 9″ N, 9° 51′ 56″ O  | Wohnhaus      |              |          |      |
| Tiedexer Straße 19 51° 49′ 8″ N, 9° 51′ 53″ O  | Wohnhaus      |              |          |      |
| Tiedexer Straße 20a 51° 49′ 9″ N, 9° 51′ 55″ O | Wohnhaus      |              |          |      |
| Tiedexer Straße 20 51° 49′ 9″ N, 9° 51′ 56″ O  | Wohnhaus      |              |          |      |
| Tiedexer Straße 21 51° 49′ 9″ N, 9° 51′ 53″ O  | Wohnhaus      |              |          |      |
| Tiedexer Straße 22 51° 49′ 9″ N, 9° 51′ 55″ O  | Wohnhaus      |              |          |      |
| Tiedexer Straße 23 51° 49′ 9″ N, 9° 51′ 52″ O  | Wohnhaus      |              |          |      |
| Tiedexer Straße 24 51° 49′ 9″ N, 9° 51′ 55″ O  | Wohnhaus      |              |          |      |
| Tiedexer Straße 25 51° 49′ 9″ N, 9° 51′ 52″ O  | Wohnhaus      |              |          |      |
| Tiedexer Straße 26 51° 49′ 9″ N, 9° 51′ 54″ O  | Wohnhaus      |              |          |      |
| Tiedexer Straße 27 51° 49′ 9″ N, 9° 51′ 51″ O  | Wohnhaus      |              |          |      |
| Tiedexer Straße 28 51° 49′ 9″ N, 9° 51′ 54″ O  | Wohnhaus      |              |          |      |
| Tiedexer Straße 29 51° 49′ 9″ N, 9° 51′ 50″ O  | Wohnhaus      |              |          |      |
| Tiedexer Straße 30 51° 49′ 9″ N, 9° 51′ 54″ O  | Wohnhaus      |              |          |      |
| Tiedexer Straße 31 51° 49′ 9″ N, 9° 51′ 50″ O  | Wohnhaus      |              |          |      |
| Tiedexer Straße 36 51° 49′ 9″ N, 9° 51′ 53″ O  | Wohnhaus      |              |          |      |
| Tiedexer Straße 38 51° 49′ 9″ N, 9° 51′ 52″ O  | Wohnhaus      |              |          |      |
| Tiedexer Straße 40 51° 49′ 9″ N, 9° 51′ 52″ O  | Wohnhaus      |              |          |      |
| Tiedexer Straße 42 51° 49′ 9″ N, 9° 51′ 51″ O  | Wohnhaus      |              |          |      |
| Tiedexer Straße 44 51° 49′ 9″ N, 9° 51′ 51″ O  | Wohnhaus      |              |          |      |
| Tiedexer Straße 46 51° 49′ 10″ N, 9° 51′ 50″ O | Wohnhaus      |              | 37885689 |      |
| Tiedexer Straße 46 51° 49′ 10″ N, 9° 51′ 50″ O | Gewölbekeller |              | 37918114 |      |

### Wolperstraße
| Lage                                       | Bezeichnung | Beschreibung | ID       | Bild |
| ------------------------------------------ | ----------- | ------------ | -------- | ---- |
| Wolperstraße 1 51° 49′ 9″ N, 9° 52′ 5″ O   | Wohnhaus    |              | 37885865 |      |
| Wolperstraße 2 51° 49′ 9″ N, 9° 52′ 5″ O   | Wohnhaus    |              |          |      |
| Wolperstraße 3 51° 49′ 9″ N, 9° 52′ 5″ O   | Wohnhaus    |              |          |      |
| Wolperstraße 4 51° 49′ 9″ N, 9° 52′ 5″ O   | Wohnhaus    |              |          |      |
| Wolperstraße 5 51° 49′ 9″ N, 9° 52′ 6″ O   | Wohnhaus    |              |          |      |
| Wolperstraße 6 51° 49′ 9″ N, 9° 52′ 5″ O   | Wohnhaus    |              |          |      |
| Wolperstraße 7 51° 49′ 9″ N, 9° 52′ 6″ O   | Wohnhaus    |              |          |      |
| Wolperstraße 8 51° 49′ 9″ N, 9° 52′ 6″ O   | Wohnhaus    |              |          |      |
| Wolperstraße 9 51° 49′ 9″ N, 9° 52′ 6″ O   | Wohnhaus    |              |          |      |
| Wolperstraße 10 51° 49′ 8″ N, 9° 52′ 7″ O  | Wohnhaus    |              |          |      |
| Wolperstraße 10A 51° 49′ 8″ N, 9° 52′ 7″ O | Wohnhaus    |              |          |      |
| Wolperstraße 11 51° 49′ 9″ N, 9° 52′ 7″ O  | Wohnhaus    |              |          |      |
| Wolperstraße 13 51° 49′ 9″ N, 9° 52′ 7″ O  | Wohnhaus    |              |          |      |
| Wolperstraße 14 51° 49′ 8″ N, 9° 52′ 10″ O | Wohnhaus    |              |          |      |
| Wolperstraße 15 51° 49′ 9″ N, 9° 52′ 8″ O  | Wohnhaus    |              |          |      |
| Wolperstraße 16 51° 49′ 8″ N, 9° 52′ 11″ O | Wohnhaus    |              |          |      |
| Wolperstraße 17 51° 49′ 9″ N, 9° 52′ 8″ O  | Wohnhaus    |              |          |      |
| Wolperstraße 19 51° 49′ 9″ N, 9° 52′ 8″ O  | Wohnhaus    |              |          |      |
| Wolperstraße 23 51° 49′ 9″ N, 9° 52′ 9″ O  | Wohnhaus    |              |          |      |
| Wolperstraße 25 51° 49′ 9″ N, 9° 52′ 10″ O | Wohnhaus    |              |          |      |

## Baudenkmale nach Straßen außerhalb der Stadtmauern
| Lage                                                                               | Bezeichnung                                       | Beschreibung | ID       | Bild           |
| ---------------------------------------------------------------------------------- | ------------------------------------------------- | --- | -------- | -------------- |
| Altendorfer Straße 52 51° 48′ 54″ N, 9° 52′ 13″ O                                  | Niedere Mühle                                     | im Kern 16. Jahrhundert, 1914 nach verheerendem Brand wieder aufgebaut                                                                             |          | Weitere Bilder |
| Altendorfer Straße 54 51° 48′ 57″ N, 9° 52′ 13″ O                                  | Wohnhaus                                          | |          | Weitere Bilder |
| Altendorfer Tor 5 51° 48′ 56″ N, 9° 52′ 21″ O                                      | Schule                                            | Ehemalige Webschule | 37877913 |                |
| Altendorfer Tor 5 51° 48′ 58″ N, 9° 52′ 21″ O                                      | Fabrikhalle                                       | | 37902998 | BW             |
| Altendorfer Tor 36 51° 48′ 45″ N, 9° 52′ 59″ O                                     | Friedhof                                          | Friedhof Bartholomaei, ehemaliger Armenfriedhof | 37894569 | Weitere Bilder |
| Altendorfer Tor 36 51° 48′ 47″ N, 9° 52′ 58″ O                                     | Kapelle                                           | Hospitalkapelle St. Bartholomaei, Kapelle des Großen Armenhauses, einzig erhaltenes Gebäude eines umfangreichen Bestands des ehemaligen Leprosiums | 37877968 | Weitere Bilder |
| südlich Altendorfer Straße 56 51° 48′ 55″ N, 9° 52′ 15″ O                          | Mühlgrabendurchlass                               | Östlicher Durchlass des Mühlgrabens durch den Wall                                                                                                 |          | BW             |
| Am Krähengraben 2 51° 48′ 58″ N, 9° 51′ 40″ O                                      | Villa                                             | |          |                |
| Am Krähengraben 3 51° 48′ 57″ N, 9° 51′ 40″ O                                      | Wohnhaus                                          | |          |                |
| Benser Mauer 10 51° 48′ 52″ N, 9° 52′ 2″ O                                         |                                                   | |          |                |
| Benser Mauer 12 51° 48′ 52″ N, 9° 52′ 3″ O                                         |                                                   | |          |                |
| Benser Straße 24 51° 48′ 53″ N, 9° 51′ 55″ O                                       | Spritzenhaus                                      | |          |                |
| Benser Straße 28, zwischen Wall und Stadtmauer gelegen 51° 48′ 52″ N, 9° 51′ 55″ O | Obere Mühle                                       | Wohnhaus |          | Weitere Bilder |
| Benser Straße 28, zwischen Wall und Stadtmauer gelegen 51° 48′ 52″ N, 9° 51′ 54″ O | Obere Mühle                                       | Betriebsgebäude |          | Weitere Bilder |
| Benser Straße 28, zwischen Wall und Stadtmauer gelegen 51° 48′ 51″ N, 9° 51′ 54″ O | Obere Mühle                                       | Wirtschaftsgebäude |          | Weitere Bilder |
| Benser Straße 35 51° 48′ 53″ N, 9° 51′ 56″ O                                       | Wohnhaus                                          | |          |                |
| Benser Tor 51° 48′ 51″ N, 9° 51′ 55″ O                                             | Brücke über den Mühlgraben                        | |          |                |
| Bismarckstraße 51° 48′ 49″ N, 9° 52′ 9″ O                                          | Mahnmal                                           | Mahnmal für die Shoah am Standort der Neue Synagoge, von 1969                                                                                      | 37878125 | Weitere Bilder |
| Bismarckstraße 51° 48′ 50″ N, 9° 51′ 57″ O                                         | Kriegerdenkmal 1870/71                            | Für den Deutsch-Französischen Krieg, 1876, an der Ecke Reinserturmstraße                                                                           | 37877439 | Weitere Bilder |
| Bismarckstraße 1 51° 48′ 53″ N, 9° 52′ 18″ O                                       | Ehemaliges E-Werk                                 | |          |                |
| Bismarckstraße 2 51° 48′ 54″ N, 9° 52′ 15″ O                                       | Ehemalige Tapetenfabrik Rohmeyer & Peine          | Produktionsgebäude, Druckerei |          |                |
| Bismarckstraße 2B 51° 48′ 55″ N, 9° 52′ 17″ O                                      | Ehemalige Tapetenfabrik Rohmeyer & Peine          | Nördliches Produktionsgebäude, ehemalige Formstecherei, heute Wohnhaus                                                                             |          |                |
| Bismarckstraße 3 51° 48′ 53″ N, 9° 52′ 17″ O                                       | Wohnhaus                                          | |          |                |
| Bismarckstraße 4 51° 48′ 51″ N, 9° 52′ 11″ O                                       | Ehemalige Tapetenfabrik Rohmeyer & Peine          | Fabrikantenvilla |          |                |
| Bismarckstraße 15 51° 48′ 49″ N, 9° 52′ 10″ O                                      | Wohnhaus                                          | |          |                |
| Bürgermeisterwall 2 51° 49′ 3″ N, 9° 52′ 17″ O                                     | Wohnhaus                                          | |          |                |
| Bürgermeisterwall 3 51° 49′ 1″ N, 9° 52′ 13″ O                                     | Wohnhaus                                          | |          |                |
| Bürgermeisterwall 4 51° 49′ 7″ N, 9° 52′ 18″ O                                     | Wohnhaus                                          | |          |                |
| Bürgermeisterwall 4A 51° 49′ 8″ N, 9° 52′ 18″ O                                    | Wohnhaus                                          | |          | BW             |
| Bürgermeisterwall 5 51° 49′ 3″ N, 9° 52′ 15″ O                                     | Wohnhaus                                          | |          |                |
| Bürgermeisterwall 6 51° 49′ 9″ N, 9° 52′ 18″ O                                     | Wohnhaus                                          | |          |                |
| Bürgermeisterwall 7 51° 49′ 6″ N, 9° 52′ 17″ O                                     | Wohnhaus                                          | |          |                |
| Bürgermeisterwall 8 51° 49′ 10″ N, 9° 52′ 19″ O                                    | Wohnhaus                                          | |          |                |
| Bürgermeisterwall 9 51° 49′ 9″ N, 9° 52′ 17″ O                                     | Wohnhaus                                          | |          |                |
| Carl-Diem-Weg 51° 49′ 47″ N, 9° 51′ 54″ O                                          | Ehrenmal zum Ersten Weltkrieg                     | 3(3) Grünfläche |          |                |
| Dr.-Friedrich-Uhde-Straße 1 51° 49′ 7″ N, 9° 52′ 12″ O                             | Ehemaliges Landratsamt                            | |          |                |
| Dr.-Friedrich-Uhde-Straße 3 51° 49′ 7″ N, 9° 52′ 14″ O                             | Ehemaliges Landratsamt                            | |          |                |
| Dr.-Friedrich-Uhde-Straße 6 51° 49′ 5″ N, 9° 52′ 15″ O                             | Wohnhaus                                          | |          |                |
| Dr.-Friedrich-Uhde-Straße 8 51° 49′ 5″ N, 9° 52′ 16″ O                             | Wohnhaus                                          | |          |                |
| Dr.-Friedrich-Uhde-Straße 10 51° 49′ 5″ N, 9° 52′ 18″ O                            | Wohnhaus                                          | |          |                |
| Dr.-Friedrich-Uhde-Straße 18 51° 49′ 6″ N, 9° 52′ 25″ O                            | Postamt                                           | |          |                |
| Dr.-Friedrich-Uhde-Straße 24, Thiaisplatz 51° 49′ 6″ N, 9° 52′ 31″ O               | Bahnhof                                           | Empfangsgebäude der Ilmebahn |          |                |
| Grimsehlstraße 1 51° 49′ 3″ N, 9° 52′ 14″ O                                        | Ehemalige Reichsbank, heute Polizei               | |          |                |
| Grimsehlstraße 3 51° 49′ 2″ N, 9° 52′ 19″ O                                        | Wohnhaus für Postbeamte                           | |          |                |
| Grimsehlstraße 6 51° 49′ 2″ N, 9° 52′ 14″ O                                        | Wohnhaus                                          | |          |                |
| Grimsehlstraße 7 51° 49′ 2″ N, 9° 52′ 22″ O                                        | Ehemaliges Gasthaus zur Linde                     | |          |                |
| Grimsehlstraße 8 51° 49′ 2″ N, 9° 52′ 16″ O                                        | Villa                                             | | 37878732 |                |
| Grimsehlstraße 12 51° 49′ 1″ N, 9° 52′ 21″ O                                       | Wohnhaus                                          | |          |                |
| Grimsehlstraße 14 51° 49′ 1″ N, 9° 52′ 22″ O                                       | Wohnhaus                                          | |          |                |
| Grimsehlstraße 15 51° 49′ 0″ N, 9° 52′ 32″ O                                       | Wohnhaus                                          | |          |                |
| Grimsehlstraße 16 51° 49′ 1″ N, 9° 52′ 22″ O                                       | Wohnhaus                                          | |          |                |
| Grimsehlstraße 17 51° 49′ 0″ N, 9° 52′ 40″ O                                       | Gasbehälter                                       | Gasometer Einbeck | 37894243 |                |
| Grimsehlstraße 30 51° 48′ 58″ N, 9° 52′ 33″ O                                      | Doppelhaus für städtische Angestellte             | |          |                |
| Grimsehlstraße 32/34 51° 48′ 58″ N, 9° 52′ 34″ O                                   | Doppelhaus für städtische Angestellte             | |          |                |
| Grimsehlstraße 36/38 51° 48′ 58″ N, 9° 52′ 35″ O                                   | Wohnhaus                                          | |          |                |
| Hubeweg 51° 50′ 35″ N, 9° 52′ 28″ O                                                | Hube-Chaussee                                     | Chaussee | 37903804 | Weitere Bilder |
| Hubeweg 51° 49′ 23″ N, 9° 52′ 20″ O                                                | Münsterfriedhof St. Alexandri                     | Bestattungen zwischen 1784 und 1908 3(3) Grünfläche                                                                                                |          | Weitere Bilder |
| Hubeweg 1 51° 49′ 14″ N, 9° 52′ 18″ O                                              | Ehemaliges Gasthaus zur Linde                     | |          |                |
| Hubeweg 3 51° 49′ 15″ N, 9° 52′ 18″ O                                              | Wohnhaus                                          | |          |                |
| Hubeweg 5 51° 49′ 16″ N, 9° 52′ 18″ O                                              | Wohnhaus                                          | |          |                |
| Hubeweg 7 51° 49′ 16″ N, 9° 52′ 18″ O                                              | Wohnhaus                                          | |          |                |
| Hubeweg 9 51° 49′ 17″ N, 9° 52′ 17″ O                                              | Wohnhaus                                          | |          |                |
| Hubeweg 11 51° 49′ 18″ N, 9° 52′ 17″ O                                             | Wohnhaus                                          | |          |                |
| Hubeweg 12 51° 49′ 20″ N, 9° 52′ 18″ O                                             | Wohnhaus                                          | |          |                |
| Hubeweg 13 51° 49′ 19″ N, 9° 52′ 17″ O                                             | Wohnhaus                                          | |          |                |
| Hubeweg 15 51° 49′ 19″ N, 9° 52′ 16″ O                                             | Wohnhaus                                          | |          |                |
| Hubeweg 17 51° 49′ 20″ N, 9° 52′ 16″ O                                             | Wohnhaus                                          | |          |                |
| Hubeweg 28 51° 49′ 29″ N, 9° 52′ 23″ O                                             | Wohnhaus                                          | |          |                |
| Hullerser Straße 19 51° 49′ 1″ N, 9° 51′ 41″ O                                     | Ehemalige höhere Bürgerschule                     | |          |                |
| Hubeweg 35 51° 49′ 30″ N, 9° 52′ 19″ O                                             | Gartenhaus Stukenbrok                             | |          |                |
| Ivenstraße 51° 49′ 23″ N, 9° 51′ 38″ O                                             | Brücke über das krumme Wasser                     | |          | Weitere Bilder |
| Kapellenstraße 51° 49′ 9″ N, 9° 53′ 3″ O                                           | Städtischer Zentralfriedhof                       | Bestattungen ab 1908 3(3) Grünfläche |          | Weitere Bilder |
| Kapellenstraße 51° 49′ 4″ N, 9° 52′ 58″ O                                          | Friedhofskapelle                                  | 1912 errichtet |          | Weitere Bilder |
| Köppenweg 1 51° 49′ 12″ N, 9° 52′ 25″ O                                            | Ehemaliges Gasthaus Rheinischer Hof               | |          |                |
| Köppenweg 6 51° 49′ 3″ N, 9° 52′ 44″ O                                             | Wohnhaus                                          | |          |                |
| Langer Wall 51° 49′ 14″ N, 9° 52′ 15″ O                                            | katholische Kirche St. Josef (Einbeck)            | neoromanischer Bau von 1894/95 |          |                |
| Lager Wall 11 51° 49′ 18″ N, 9° 51′ 53″ O                                          | Wohnhaus                                          | |          |                |
| Langer Wall 13 51° 49′ 19″ N, 9° 51′ 53″ O                                         | Wohnhaus                                          | |          |                |
| Langer Wall 15, 15A 51° 49′ 20″ N, 9° 51′ 50″ O                                    | Ehemaliges Dammwärterhaus, sogenanntes Rotes Haus | |          |                |
| Langer Wall 16 51° 49′ 20″ N, 9° 52′ 0″ O                                          | Ehemalige Volksschule                             | heute Pestalozzischule, Hauptgebäude |          |                |
| Langer Wall 16 51° 49′ 20″ N, 9° 51′ 58″ O                                         | Ehemalige Volksschule                             | Pestalozzischule, Erweiterungsbau von 1907 |          |                |
| Langer Wall 16 51° 49′ 19″ N, 9° 51′ 56″ O                                         | Ehemalige Volksschule                             | heute Pestalozzischule, Seminarüberungsschulgebäude von 1910/11                                                                                    |          |                |
| Langer Wall 16A 51° 49′ 20″ N, 9° 52′ 3″ O                                         | Wohnhaus                                          | |          |                |
| Langer Wall 17 51° 49′ 19″ N, 9° 52′ 14″ O                                         | Wohnhaus                                          | |          |                |
| Langer Wall 18 51° 49′ 20″ N, 9° 52′ 4″ O                                          | Wohnhaus                                          | |          |                |
| Langer Wall 19 51° 49′ 18″ N, 9° 52′ 15″ O                                         | Wohnhaus                                          | |          |                |
| Langer Wall 20 51° 49′ 20″ N, 9° 52′ 5″ O                                          | Wohnhaus                                          | |          |                |
| Langer Wall 22 51° 49′ 20″ N, 9° 52′ 6″ O                                          | Wohnhaus                                          | |          |                |
| Langer Wall 24 51° 49′ 19″ N, 9° 52′ 7″ O                                          | Wohnhaus                                          | |          |                |
| Langer Wall 26 51° 49′ 19″ N, 9° 52′ 8″ O                                          | Wohnhaus                                          | |          |                |
| Langer Wall 28 51° 49′ 19″ N, 9° 52′ 9″ O                                          | Wohnhaus                                          | |          |                |
| Mägdebrink 6 51° 49′ 24″ N, 9° 52′ 26″ O                                           | Villa Stukenbrok                                  | |          |                |
| Mühlenkanal 51° 48′ 51″ N, 9° 51′ 52″ O                                            | Brücke über das krumme Wasser                     | mittelalterliches Aquädukt des Mühlenknalas über das krummer Wasser, aus der Zeit um 1400, mehrfach in der Substanz erneuert                       | 37893786 | Weitere Bilder |
| Mühlenkanal 51° 48′ 52″ N, 9° 51′ 53″ O                                            | Mühlgrabendurchlass                               | Westlicher Durchlass des Mühlgrabens durch den Wall                                                                                                |          |                |
| Ostertor 1 51° 49′ 12″ N, 9° 52′ 16″ O                                             | Villa Stukenbrok                                  | |          |                |
| Ostertor 2 51° 49′ 10″ N, 9° 52′ 17″ O                                             | Wohnhaus                                          | |          |                |
| Ostertor 2A 51° 49′ 10″ N, 9° 52′ 16″ O                                            | Wohnhaus                                          | |          |                |
| Ostertor 2B 51° 49′ 10″ N, 9° 52′ 16″ O                                            | Wohnhaus                                          | |          |                |
| Rabbethgestraße 51° 49′ 21″ N, 9° 52′ 21″ O                                        | Jüdischer Friedhof                                | Bestattungen ab 1827 bis 1920 3(3) Grünfläche |          | Weitere Bilder |
| Rabbethgestraße 2 51° 49′ 20″ N, 9° 52′ 14″ O                                      | Wohnhaus                                          | |          |                |
| Rabbethgestraße 4 51° 49′ 20″ N, 9° 52′ 15″ O                                      | Wohnhaus                                          | |          |                |
| Rabbethgestraße 7 51° 49′ 21″ N, 9° 52′ 16″ O                                      | Wohnhaus                                          | |          |                |
| Rabbethgestraße 12 51° 49′ 19″ N, 9° 52′ 24″ O                                     | Wohnhaus                                          | |          |                |
| Rabbethgestraße 14 51° 49′ 19″ N, 9° 52′ 25″ O                                     | Wohnhaus                                          | |          |                |
| Raiffeisenstraße 3 -5 51° 49′ 10″ N, 9° 51′ 36″ O                                  | Speicher                                          | heute Ausstellungsgebäude, sogenannter PS-Speicher                                                                                                 | 37884424 | Weitere Bilder |
| Reinserturmweg 51° 48′ 30″ N, 9° 52′ 12″ O                                         | Brücke über die Ilme                              | Brücke über die Ilme |          |                |
| Reinserturmweg 51° 48′ 49″ N, 9° 51′ 53″ O                                         | Garnisonsfriedhof                                 | Bestattungen zwischen 1580 und 1908, ehemaliger Johannisfriedhof, als Grünanlage erhalten, Grabmäler entfernt 3(3) Grünfläche                      |          |                |
| Reinserturmweg 51° 48′ 42″ N, 9° 52′ 0″ O                                          | Neustädter Friedhof                               | Bestattungen zwischen dem 16. Jahrhundert und 1908, ehemaliger Gertrudenkirchhof 3(3) Grünfläche                                                   |          |                |
| Reinserturmweg 1 51° 48′ 49″ N, 9° 51′ 58″ O                                       | Ehemaliges Hospital der Garnison                  | |          |                |
| Reinserturmweg 1 51° 48′ 49″ N, 9° 51′ 59″ O                                       | Remise                                            | |          |                |
| Schrammstraße 2 51° 49′ 10″ N, 9° 51′ 41″ O                                        | Ehemaliges Schießhaus                             | |          |                |
| Schützenstraße 1 51° 49′ 21″ N, 9° 52′ 6″ O                                        | Schule                                            | Goetheschule Einbeck |          |                |
| Schützenstraße 19 51° 49′ 41″ N, 9° 51′ 58″ O                                      | Ehemaliges Schießhaus                             | |          |                |
| Sertürner Straße 4 51° 49′ 2″ N, 9° 52′ 24″ O                                      |                                                   | |          |                |
| Sertürner Straße 6 51° 49′ 3″ N, 9° 52′ 24″ O                                      |                                                   | |          |                |
| Sertürner Straße 8 51° 49′ 4″ N, 9° 52′ 24″ O                                      | Wohnhaus                                          | |          |                |
| Stadtwald 51° 49′ 47″ N, 9° 54′ 13″ O                                              | Aussichtsturm, sogenannter Kaiser-Friedrich-Turm  | 1898 |          | BW             |
| Stiftstraße 1 51° 49′ 18″ N, 9° 52′ 7″ O                                           | Wohnhaus                                          | |          |                |
| Teichenweg 1 51° 49′ 12″ N, 9° 52′ 21″ O                                           | Ehemaliger Versandhandel August Stukenbrok        | heute Neues Rathaus (Einbeck) |          | Weitere Bilder |
| Teichenweg 26/28 51° 49′ 22″ N, 9° 52′ 34″ O                                       | Grundschule                                       | 1. Bauabschnitt 1953/54, 2. Bauabschnitt 1958/59                                                                                                   |          |                |
| Tiedexer Tor 3 51° 49′ 11″ N, 9° 51′ 39″ O                                         | Altes Schützenhaus                                | Fachwerkbau, 1653 |          |                |
| Tiedexer Tor 4 51° 49′ 11″ N, 9° 51′ 45″ O                                         | Wohnhaus                                          | |          |                |
| Tiedexer Tor 51° 49′ 2″ N, 9° 51′ 40″ O                                            | Straßenbrücke                                     | Tiedexer Tor, Brücke über das Krumme Wasser | 37906229 | Weitere Bilder |
| Walkemühlenweg 14 51° 48′ 54″ N, 9° 51′ 37″ O                                      | Wohnhaus                                          | |          |                |
| Walkemühlenweg 16 51° 48′ 53″ N, 9° 51′ 38″ O                                      |                                                   | |          |                |
| Walkenmühlenweg 40 51° 48′ 39″ N, 9° 51′ 26″ O                                     | Ehemalige Walkemühle                              | |          |                |

## Ehemalige Baudenkmale
| Lage                                     | Bezeichnung | Beschreibung                      | ID | Bild |
| ---------------------------------------- | ----------- | --------------------------------- | -- | ---- |
| Lange Brücke 5 51° 49′ 5″ N, 9° 52′ 7″ O | Wohnhaus    | Denkmal bis 2005, dann abgebrannt |    | BW   |